# اداره ریاست پلیس
اداره ریاست پلیس (به فرانسوی: Préfecture de police) سازمانی است که فرماندهی پلیس (به انگلیسی: Prefect of Police) (به فرانسوی: Préfet de police) فرانسه آنرا مدیریت می‌کند. اداره ریاست پلیس وابسته به دولت فرانسه و بخشی از پلیس ملی (فرانسه) است که نیروی پلیس را برای یک یا برخی دپارتمان‌های فرانسه فراهم می‌کند. در سال ۲۰۱۲ (میلادی) دو اداره ریاست در فرانسه وجود دارند:
- اداره ریاست پلیس پاریس که در سال ۱۸۰۰ (میلادی) پایه‌گذاری شد.
- اداره ریاست پلیس بوش-دو-رون که در سال ۲۰۱۲ پایه‌گذاری شد.